# Kopydłówko
Kopydłówko – osada w Polsce położona w województwie zachodniopomorskim, w powiecie kołobrzeskim, w gminie Kołobrzeg. Miejscowość wchodzi w skład sołectwa Rościęcino.
Kopydłówko to przede wszystkim istniejące ujęcie wody Kopydłówko-Rościęcino. Istniejąca zabudowa mieszkaniowa jest według miejscowego planu zagospodarowania przeznaczeniem uzupełniającym terenu i docelowo planuje się likwidację funkcji.
Ochrona przyrody
Teren znajduje się w specjalnym obszarze ochrony siedlisk Natura 2000 Dorzecze Parsęty i w projektowanym zespole
przyrodniczo-krajobrazowym Pradolina i dolina rzeki Parsęty.
Krajobraz kulturowy
- średniowieczne grodzisko wpisane do rejestru pod nr 755 z dn. 25 lipca 1969 r. (Archeologiczne Zdjęcie Polski 66/16-15)
- obiekty zabytkowe z 1905 r.:
  - budynek hali pomp (ujęcie wody)
  - budynek hali filtrów (ujęcie wody)
  - budynek studni (ujęcie wody)
  - budynek mieszkalny (w sąsiedztwie ujęcia wody)
  - budynek gospodarczy (w sąsiedztwie ujęcia wody)

Obszar ujęcia wody jest objęty strefą ochrony konserwatorskiej B.